# Celia Monterrosa
Celia María Perdomo Monterrosa, conocida como Celia Monterrosa (San José de Colinas, Santa Bárbara, 22 de enero de 1996) es una modelo hondureña, ganadora del Miss Honduras Mundo 2017.

## Biografía
Celia Monterrosa nació en San José de las Colinas del departamento de Santa Bárbara, el 22 de enero de 1996. Estudia la Carrera de Odontología en la Universidad Nacional Autónoma de Honduras.
Representó a Honduras en el Miss Mundo 2017. El evento para la elección de Miss Mundo 2017 se realizó el 18 de noviembre en el Beauty Crown Theatre, en la ciudad de Sanya, China; donde compartió con delegadas de las naciones representadas pero no logró ningún reconocimiento internacional.